# I Can't Wait (Akon)
I Can't Wait è un brano musicale del cantante statunitense Akon, pubblicato come sesto singolo estratto dall'album Konvicted e pubblicato il 31 marzo 2008. Il singolo figura al collaborazione del rapper T-Pain, anche produttore del brano.

## Tracce
Digital Download
1. I Can't Wait (Radio Edit) - 3:46

Promotional Single
1. I Can't Wait (UK Radio Edit)
2. I Can't Wait (Clean - Single Version)
3. I Can't Wait (Instrumental)
4. I Can't Wait (Australian Radio Edit)
5. I Can't Wait (Clean - Album Version)